# Максимальний ідеал
Максимальним ідеалом кільця в абстрактній алгебрі називається всякий власний ідеал кільця, що не міститься в жодному іншому власному ідеалі. 

## Властивості
- Характеристична властивість максимального ідеалу: ідеал {\displaystyle I\,} кільця {\displaystyle R\,} максимальний, тоді і тільки тоді, коли фактор-кільце {\displaystyle R/I\,} є простим кільцем.

Дійсно, якщо кільце {\displaystyle R/I\,} має власний ідеал {\displaystyle M\,}, то {\displaystyle I+M} буде власним ідеалом кільця {\displaystyle R\,}, що суперечить максимальності ідеалу {\displaystyle I\,}.
Далі всі кільця вважаються кільцями з одиницею
- Теорема Круля: Множина всіх ідеалів кільця індуктивно впорядкована відношенням включення, тому згідно з (лемою Цорна) у довільному кільці з одиницею існують максимальні ідеали, окрім того, для будь-якого власного ідеалу {\displaystyle \ I} кільця {\displaystyle \ R} існує максимальний ідеал кільця {\displaystyle \ R}, який його містить.

- Якщо елемент {\displaystyle a\,} кільця {\displaystyle R\,} не оборотний, тоді всі елементи кільця, кратні йому, утворюють власний ідеал. Тому кожен необоротний елемент кільця міститься в деякому максимальному ідеалі. Якщо елемент {\displaystyle a\,} оборотний, всякий ідеал, який його містить, збігається з кільцем, тому оборотні елементи не містяться в жодному власному ідеалі, і відповідно в жодному максимальному.

- Якщо всі необоротні елементи кільця {\displaystyle R\,} утворюють ідеал, він є максимальним, і притому єдиним — інших максимальних ідеалів в кільці {\displaystyle R\,} немає. (Вірним є і обернене твердження: якщо в кільці {\displaystyle R\,} існує єдиний максимальний ідеал , він включає всі необоротні елементи кільця.) В цьому випадку кільце {\displaystyle R\,} називається локальним.

- Для комутативного кільця ідеал {\displaystyle I\,} є максимальним тоді і тільки тоді, коли фактор-кільце по цьому ідеалу є полем.

- Якщо кільце {\displaystyle \ R} має структуру банахової алгебри над полем комплексних чисел {\displaystyle \mathbb {C} }, фактор-кільце по максимальному ідеалу {\displaystyle \ R/I} ізоморфне {\displaystyle \mathbb {C} }. В цьому випадку ідеал {\displaystyle \ I} визначає гомоморфізм кільця {\displaystyle \ R} в полі {\displaystyle \mathbb {C} }, ядром якого є ідеал {\displaystyle \ I}. 
 Для кожного a існує єдина {\displaystyle \lambda _{a}}, таке що {\displaystyle a-\lambda _{a}e\in I} (e - одиниця алгебри R). Відповідність {\displaystyle a\to \lambda _{a}} і є той самий гомоморфізм.

- З характеристичної властивості випливає, що довільний максимальний ідеал є простим.

Для кілець без одиниці максимальні ідеали можуть не бути простими. Наприклад в кільці парних цілих чисел {\displaystyle 2\mathbb {Z} } ідеал {\displaystyle 4\mathbb {Z} } є максимальним, проте {\displaystyle 2\cdot 2=4,} хоч {\displaystyle 2\notin 4\mathbb {Z} .}

## Приклади
- У кільці цілих чисел {\displaystyle \mathbb {Z} } максимальними ідеалами є всі прості ідеали: якщо p - просте число, тоді ідеал (p)=pZ максимальний. Наприклад, парні числа утворюють максимальний ідеал, а числа, кратні 4 - утворюють, але не максимальний - цей ідеал міститься в ідеалі парних чисел.
- У кільці многочленів k[X,Y], де k - алгебрично замкнуте поле, максимальні ідеали мають вигляд {\displaystyle I_{a,b}=\{f\in k[X,Y]:f(a,b)=0\},\quad a,b\in k}.
- Кільце формальних степеневих рядів {\displaystyle k[[X]]} над полем k — локальне кільце. Необоротними елементами в цьому кільці є ті ряди вільний член яких рівний нулю. Вони утворюють ідеал,що є єдиний максимальним ідеалом у цьому кільці.
- У кільці R = C[a, b] неперервних функцій із значеннями у множині дійсних чисел на відрізку множина функцій, що приймають значення 0 в деякій точці {\displaystyle x\in [a,b]} є максимальним ідеалом. Усі максимальні ідеали кільця R мають такий вигляд.

Якщо позначити {\displaystyle I_{x}=\{f\in R|f(x)=0\}} для деякої точки {\displaystyle x\in [a,b],} то Ix є ідеалом і фактор-кільце {\displaystyle R/I_{x}} є ізоморфним полю дійсних чисел, тож Ix є максимальним ідеалом.
Навпаки, якщо I є власним ідеалом кільця R = C[a, b], то множина {\displaystyle Z(I):=\bigcap _{f\in I}f^{-1}(\{0\})} є непустою, тобто існує точка {\displaystyle x\in [a,b]} для якої {\displaystyle f(x)=0} для всіх {\displaystyle f\in I.} Справді якщо Z(I) є пустою множиною, то {\displaystyle \{f^{-1}(\mathbb {R} \setminus \{0\}):f\in I\}} є відкритим покриттям [a, b] і через компактність відрізка можна вибрати скінченне підпокриття, наприклад для функцій {\displaystyle f_{i},\ 1\leqslant i\leqslant n.} Тоді функція {\displaystyle g(x)=\sum _{1=1}^{n}f(x)^{2}} належить I і в усіх точках [a, b] має ненульові значення. Оскільки {\displaystyle 1/g\in C([a,b]),} то {\displaystyle 1\in I} і I = R. Це суперечить припущенню, що I є власним ідеалом. Тому існує {\displaystyle x\in [a,b]} для якої {\displaystyle f(x)=0} для всіх {\displaystyle f\in I.} Тоді I є підідеалом ідеалу {\displaystyle I_{x}=\{f\in R|f(x)=0\},} який і є максимальним.

## Кільця без максимальних ідеалів
Теорема Круля гарантує існування максимального ідеалу для кілець з одиницею. Проте в кільцях без одиниці максимальні ідеали можуть не існувати. Прикладом такого кільця може бути кільце рядів: :{\displaystyle \sum _{n=1}^{\infty }a_{n}x^{\alpha _{n}}} де {\displaystyle a_{n}\in \mathbb {R} } і {\displaystyle 0<\alpha _{1}<\alpha _{2}<\cdots } дійсні числа для яких {\displaystyle \lim _{x\to \infty }\alpha _{n}=\infty }.
Для ненульового такого ряду можна вважати {\displaystyle a_{n}\neq 0.}
Для {\displaystyle f=\sum _{n=1}^{\infty }a_{n}x^{\alpha _{n}}\in R} де {\displaystyle 0<\alpha _{1}<\alpha _{2}<\cdots } і {\displaystyle a_{1}\neq 0} визначимо {\displaystyle \deg f=\alpha _{1}}. Очевидно {\displaystyle \deg(f\cdot g)=\deg f+\deg g} і R є областю цілісності без одиниці.
Припустимо I максимальний ідеал кільця R. Нехай {\displaystyle S=\mathbb {R} +R} і {\displaystyle g\in R\setminus I}. Визначимо {\displaystyle J=Sg}. Тоді J є ідеалом R. Оскільки {\displaystyle \forall h\in J:\ \deg h\geq \deg g,} то {\displaystyle J\neq R}.
Отже J є власним ідеалом в R. Також {\displaystyle I\neq J} оскільки {\displaystyle g\in J\setminus I}. Нехай {\displaystyle f\in I}. Якщо f = 0, тоді очевидно {\displaystyle f\in J}. Розглянемо тепер {\displaystyle f\neq 0}. Припустимо {\displaystyle \deg g>\deg f}. Тоді {\displaystyle {\frac {g}{f}}\in R}
і звідси {\displaystyle g\in Rf\subseteq I}, що суперечить визначенню g. Тому {\displaystyle \deg g\leq \deg f} і звідси {\displaystyle {\frac {f}{g}}\in S}. Отже {\displaystyle f\in Sg=J}. Відповідно {\displaystyle I\subset J\subset R}, що суперечить максимальності ідеалу {\displaystyle I}. {\displaystyle \ \Box }